# Ageo Medics
Ageo Medics – żeński klub piłki siatkowej z Japonii. Został założony w 2001 roku z siedzibą w mieście Ageo. Występuje w V.Challenge.

## Sukcesy
Liga japońska:
- 2009, 2015, 2020, 2024[1]

## Znane siatkarki w drużynie
| Lata gry  | Imię i nazwisko        | Pozycja     |
| --------- | ---------------------- | ----------- |
| 2022-     | Sara Lozo              | przyjmująca |
| 2021-2022 | Lorenne Geraldo        | atakująca   |
| 2020-2021 | Shainah Joseph         | atakująca   |
| 2018-2020 | Katarina Barun-Šušnjar | atakująca   |
| 2017-2018 | Kenia Carcasés Opón    | przyjmująca |
| 2016-2017 | Rosir Calderón Díaz    | atakująca   |
| 2014-2016 | Kelly Murphy           | atakująca   |
| 2013-2014 | Nancy Metcalf          | atakująca   |
| 2011-2012 | Valentina Fiorin       | przyjmująca |
| 2008-2009 | Gina Mambrú            | atakująca   |
| 2007-2008 | Sidarka Núñez          | atakująca   |